# Jointure cartilagineuse du crâne
 (mai 2024).
Les jointures cartilagineuses du crâne sont les six synchondroses crâniales suivantes :
- la synchondrose sphéno-occipitale,
- la synchondrose sphéno-pétreuse,
- la synchondrose sphéno-ethmoïdale,
- la synchondrose pétro-occipitale,
- la synchondrose intra-occipitale postérieure,
- la synchondrose intra-occipitale antérieure.

## Synchondrose sphéno-occipitale
La synchondrose sphéno-occipitale ou suture basilaire se situe à la naissance entre le bord antérieur de la partie basilaire de l’os occipital et la face postérieure du corps de l’os sphénoïde.
Elle disparait entre 15 et 20 ans par synostose.

## Synchondrose sphéno-pétreuse
La synchondrose sphéno-pétreuse ou suture sphéno-pétreuse se situe entre le bord postéro-interne de la grande aile de l'os sphénoïde et le bord antérieur de la partie pétreuse de l'os temporal.

## Synchondrose sphéno-ethmoïdale
La synchondrose sphéno-ethmoïdale se situe entre le bord antérieur du jugum sphénoïdal et le bord postérieur de la lame criblée de l'ethmoïde ainsi qu'entre la crête sphénoïdale et le bord postérieur de la lame perpendiculaire de l'os ethmoïde.

## Synchondrose pétro-occipitale
La synchondrose pétro-occipitale ou suture pétro-basilaire se situe entre le versant postérieur du sommet de la partie pétreuse de l’os temporal et le bord latéral de la partie basilaire de l’os occipital.

## Synchondrose intra-occipitale antérieure
La synchondrose intra-occipitale antérieure se situe à la naissance entre la partie basilaire de l’os occipital et l'exooccipital.
Elle disparait entre 4 et 10 ans par synostose.

## Synchondrose intra-occipitale postérieure
La synchondrose intra-occipitale postérieure se situe à la naissance entre la partie basilaire de l’os occipital et l'écaille de l'os occipital
Elle disparait entre 2 et 3 ans par synostose.